# Liste der Lieder von Oasis
Diese Liste beinhaltet alle Lieder, die von der britischen Britpop-Musikgruppe Oasis veröffentlicht wurden. Dazu zählen sieben Studioalben, ein Livealbum, zwei Kompilationen, eine EP, 30 Singles und fünf Videoalben.

## Veröffentlichungen
| Titel                                            | Album/Single                       | Jahr | Komponist(en)                              | Gesang                         |
| ------------------------------------------------ | ---------------------------------- | ---- | ------------------------------------------ | ------------------------------ |
| A Bell Will Ring                                 | Don’t Believe the Truth            | 2005 | Gem Archer                                 | Liam Gallagher                 |
| A Quick Peep                                     | Heathen Chemistry                  | 2002 | Andy Bell                                  | Instrumental                   |
| Acquiesce                                        | Some Might Say                     | 1995 | Noel Gallagher                             | Liam Gallagher, Noel Gallagher |
| Ain't Got Nothin'                                | Dig Out Your Soul                  | 2008 | Liam Gallagher                             | Liam Gallagher                 |
| Alive                                            | Shakermaker                        | 1994 | Noel Gallagher                             | Liam Gallagher                 |
| All Around the World                             | Be Here Now                        | 1997 | Noel Gallagher                             | Liam Gallagher                 |
| All Around the World (Reprise)                   | Be Here Now                        | 1997 | Noel Gallagher                             | Instrumental                   |
| (Probably) All in the Mind                       | Heathen Chemistry                  | 2002 | Noel Gallagher                             | Liam Gallagher                 |
| Angel Child                                      | D'You Know What I Mean?            | 1997 | Noel Gallagher                             | Noel Gallagher                 |
| Bag It Up                                        | Dig Out Your Soul                  | 2008 | Noel Gallagher                             | Liam Gallagher                 |
| Be Here Now                                      | Be Here Now                        | 1997 | Noel Gallagher                             | Liam Gallagher                 |
| Better Man                                       | Heathen Chemistry                  | 2002 | Liam Gallagher                             | Liam Gallagher                 |
| Bonehead's Bank Holiday                          | (What’s the Story) Morning Glory?  | 1995 | Noel Gallagher, Paul Arthurs               | Noel Gallagher                 |
| Born on a Different Cloud                        | Heathen Chemistry                  | 2002 | Liam Gallagher                             | Liam Gallagher                 |
| Boy with the Blues                               | Dig Out Your Soul                  | 2008 | Liam Gallagher                             | Liam Gallagher                 |
| Bring It on Down                                 | Definitely Maybe                   | 1994 | Noel Gallagher                             | Liam Gallagher                 |
| Can Y'See It Now? (I Can See It Now!!)           | Don’t Believe the Truth            | 2005 | Noel Gallagher                             | Noel Gallagher                 |
| Carry Us All                                     | Sunday Morning Call                | 2000 | Noel Gallagher                             | Noel Gallagher                 |
| Cast No Shadow                                   | (What’s the Story) Morning Glory?  | 1995 | Noel Gallagher                             | Liam Gallagher                 |
| Champagne Supernova                              | (What’s the Story) Morning Glory?  | 1995 | Noel Gallagher                             | Liam Gallagher                 |
| Cigarettes & Alcohol                             | Definitely Maybe                   | 1994 | Noel Gallagher                             | Liam Gallagher                 |
| (As Long As They've Got) Cigarettes in Hell      | Go Let It Out                      | 2000 | Noel Gallagher                             | Noel Gallagher                 |
| Cloudburst                                       | Live Forever                       | 1994 | Noel Gallagher                             | Liam Gallagher                 |
| Columbia                                         | Definitely Maybe                   | 1994 | Noel Gallagher                             | Liam Gallagher                 |
| D'Yer Wanna Be a Spaceman?                       | Shakermaker                        | 1994 | Noel Gallagher                             | Noel Gallagher                 |
| D'You Know What I Mean?                          | Be Here Now                        | 1997 | Noel Gallagher                             | Liam Gallagher                 |
| Digsy's Dinner                                   | Definitely Maybe                   | 1994 | Noel Gallagher                             | Liam Gallagher                 |
| Don't Go Away                                    | Be Here Now                        | 1997 | Noel Gallagher                             | Liam Gallagher                 |
| Don’t Look Back in Anger                         | (What’s the Story) Morning Glory?  | 1995 | Noel Gallagher                             | Noel Gallagher                 |
| Eyeball Tickler                                  | Lyla                               | 2005 | Gem Archer                                 | Liam Gallagher                 |
| Fade Away                                        | Cigarettes & Alcohol               | 1994 | Noel Gallagher                             | Liam Gallagher                 |
| Fade In-Out                                      | Be Here Now                        | 1997 | Noel Gallagher                             | Liam Gallagher                 |
| Falling Down                                     | Dig Out Your Soul                  | 2008 | Noel Gallagher                             | Noel Gallagher                 |
| Flashbax                                         | All Around the World               | 1998 | Noel Gallagher                             | Noel Gallagher                 |
| Force of Nature                                  | Heathen Chemistry                  | 2002 | Noel Gallagher                             | Noel Gallagher                 |
| Fuckin' in the Bushes                            | Standing on the Shoulder of Giants | 2000 | Noel Gallagher                             | Instrumental                   |
| Full On                                          | Sunday Morning Call                | 2000 | Noel Gallagher                             | Noel Gallagher                 |
| Gas Panic!                                       | Standing on the Shoulder of Giants | 2000 | Noel Gallagher                             | Liam Gallagher                 |
| Go Let It Out                                    | Standing on the Shoulder of Giants | 2000 | Noel Gallagher                             | Liam Gallagher                 |
| Going Nowhere                                    | Stand by Me                        | 1997 | Noel Gallagher                             | Noel Gallagher                 |
| Guess God Think's I'm Abel                       | Don’t Believe the Truth            | 2005 | Liam Gallagher                             | Liam Gallagher                 |
| Half the World Away                              | Whatever                           | 1994 | Noel Gallagher                             | Noel Gallagher                 |
| Headshrinker                                     | Some Might Say                     | 1995 | Noel Gallagher                             | Liam Gallagher                 |
| Hello                                            | (What’s the Story) Morning Glory?  | 1995 | Noel Gallagher, Gary Glitter, Mike Leander | Liam Gallagher                 |
| Hey Now!                                         | (What’s the Story) Morning Glory?  | 1995 | Noel Gallagher                             | Liam Gallagher                 |
| (Get Off Your) High Horse Lady                   | Dig Out Your Soul                  | 2008 | Noel Gallagher                             | Noel Gallagher                 |
| Hung in a Bad Place                              | Heathen Chemistry                  | 2002 | Gem Archer                                 | Liam Gallagher                 |
| I Believe in All                                 | Dig Out Your Soul                  | 2008 | Liam Gallagher                             | Liam Gallagher                 |
| I Can See a Liar                                 | Standing on the Shoulder of Giants | 2000 | Noel Gallagher                             | Liam Gallagher                 |
| I Hope, I Think, I Know                          | Be Here Now                        | 1997 | Noel Gallagher                             | Liam Gallagher                 |
| I Will Believe                                   | Supersonic                         | 1994 | Noel Gallagher                             | Liam Gallagher                 |
| I'm Outta Time                                   | Dig Out Your Soul                  | 2008 | Liam Gallagher                             | Liam Gallagher                 |
| Idler's Dream                                    | The Hindu Times                    | 2002 | Noel Gallagher                             | Noel Gallagher                 |
| It's Better People                               | Roll with It                       | 1995 | Noel Gallagher                             | Noel Gallagher                 |
| It's Gettin' Better (Man!!)                      | Be Here Now                        | 1997 | Noel Gallagher                             | Liam Gallagher                 |
| Just Getting Older                               | The Hindu Times                    | 2002 | Noel Gallagher                             | Noel Gallagher                 |
| Keep the Dream Alive                             | Don’t Believe the Truth            | 2005 | Andy Bell                                  | Liam Gallagher                 |
| Let There Be Love                                | Don’t Believe the Truth            | 2005 | Noel Gallagher                             | Liam Gallagher, Noel Gallagher |
| Let's All Make Believe                           | Go Let It Out                      | 2000 | Noel Gallagher                             | Liam Gallagher                 |
| Listen Up                                        | Cigarettes & Alcohol               | 1994 | Noel Gallagher                             | Liam Gallagher                 |
| Little by Little                                 | Heathen Chemistry                  | 2002 | Noel Gallagher                             | Noel Gallagher                 |
| Little James                                     | Standing on the Shoulder of Giants | 2000 | Liam Gallagher                             | Liam Gallagher                 |
| Live Forever                                     | Definitely Maybe                   | 1994 | Noel Gallagher                             | Liam Gallagher                 |
| Lord Don't Slow Me Down                          | Lord Don't Slow Me Down            | 2007 | Noel Gallagher                             | Noel Gallagher                 |
| Love Like a Bomb                                 | Don’t Believe the Truth            | 2005 | Liam Gallagher, Gem Archer                 | Liam Gallagher                 |
| Lyla                                             | Don’t Believe the Truth            | 2005 | Noel Gallagher                             | Liam Gallagher                 |
| Magic Pie                                        | Be Here Now                        | 1997 | Noel Gallagher                             | Noel Gallagher                 |
| Married with Children                            | Definitely Maybe                   | 1994 | Noel Gallagher                             | Liam Gallagher                 |
| Morning Glory                                    | (What’s the Story) Morning Glory?  | 1995 | Noel Gallagher                             | Liam Gallagher                 |
| Mucky Fingers                                    | Don’t Believe the Truth            | 2005 | Noel Gallagher                             | Noel Gallagher                 |
| My Big Mouth                                     | Be Here Now                        | 1997 | Noel Gallagher                             | Liam Gallagher                 |
| My Sister Lover                                  | Stand by Me                        | 1997 | Noel Gallagher                             | Liam Gallagher                 |
| One Way Road                                     | Who Feels Love?                    | 2000 | Noel Gallagher                             | Noel Gallagher                 |
| Part of the Queue                                | Don’t Believe the Truth            | 2005 | Noel Gallagher                             | Noel Gallagher                 |
| Pass Me Down the Wine                            | The Importance of Being Idle       | 2005 | Liam Gallagher                             | Liam Gallagher                 |
| Put Yer Money Where Yer Mouth Is                 | Standing on the Shoulder of Giants | 2000 | Noel Gallagher                             | Liam Gallagher                 |
| Rock 'n' Roll Star                               | Definitely Maybe                   | 1994 | Noel Gallagher                             | Liam Gallagher                 |
| Rockin' Chair                                    | Roll with It                       | 1995 | Noel Gallagher, Chris Griffiths            | Liam Gallagher                 |
| Roll It Over                                     | Standing on the Shoulder of Giants | 2000 | Noel Gallagher                             | Liam Gallagher                 |
| Roll with It                                     | (What’s the Story) Morning Glory?  | 1995 | Noel Gallagher                             | Liam Gallagher                 |
| Round Are Way                                    | Wonderwall                         | 1995 | Noel Gallagher                             | Liam Gallagher                 |
| Sad Song                                         | Definitely Maybe                   | 1994 | Noel Gallagher                             | Noel Gallagher                 |
| Shakermaker                                      | Definitely Maybe                   | 1994 | Noel Gallagher                             | Liam Gallagher                 |
| She's Electric                                   | (What’s the Story) Morning Glory?  | 1995 | Noel Gallagher                             | Liam Gallagher                 |
| She Is Love                                      | Heathen Chemistry                  | 2002 | Noel Gallagher                             | Noel Gallagher                 |
| Shout It Out Loud                                | Stop Crying Your Heart Out         | 2002 | Noel Gallagher                             | Noel Gallagher                 |
| Sittin' Here in Silence (On My Own)              | Let There Be Love                  | 2005 | Noel Gallagher                             | Noel Gallagher                 |
| Slide Away                                       | Definitely Maybe                   | 1994 | Noel Gallagher                             | Liam Gallagher                 |
| Soldier On                                       | Dig Out Your Soul                  | 2008 | Liam Gallagher                             | Liam Gallagher                 |
| Some Might Say                                   | (What’s the Story) Morning Glory?  | 1995 | Noel Gallagher                             | Liam Gallagher                 |
| Songbird                                         | Heathen Chemistry                  | 2002 | Liam Gallagher                             | Liam Gallagher                 |
| Stand by Me                                      | Be Here Now                        | 1997 | Noel Gallagher                             | Liam Gallagher                 |
| Stay Young                                       | D'You Know What I Mean?            | 1997 | Noel Gallagher                             | Liam Gallagher                 |
| Step Out                                         | Don’t Look Back in Anger           | 1996 | Noel Gallagher, Stevie Wonder              | Noel Gallagher                 |
| Stop Crying Your Heart Out                       | Heathen Chemistry                  | 2002 | Noel Gallagher                             | Liam Gallagher                 |
| Strange Thing                                    | Live Demonstration                 | 1993 | Noel Gallagher                             | Liam Gallagher                 |
| Sunday Morning Call                              | Standing on the Shoulder of Giants | 2000 | Noel Gallagher                             | Noel Gallagher                 |
| Supersonic                                       | Definitely Maybe                   | 1994 | Noel Gallagher                             | Liam Gallagher                 |
| Take Me Away                                     | Supersonic                         | 1994 | Noel Gallagher                             | Noel Gallagher                 |
| Talk Tonight                                     | Some Might Say                     | 1995 | Noel Gallagher                             | Noel Gallagher                 |
| Thank You for the Good Times                     | Stop Crying Your Heart Out         | 2002 | Andy Bell                                  | Liam Gallagher                 |
| The Cage                                         | Heathen Chemistry                  | 2002 | Noel Gallagher                             | Instrumental                   |
| The Fame                                         | All Around the World               | 1998 | Noel Gallagher                             | Noel Gallagher                 |
| (I Got) The Fever                                | Stand by Me                        | 1997 | Noel Gallagher                             | Liam Gallagher                 |
| The Girl in the Dirty Shirt                      | Be Here Now                        | 1997 | Noel Gallagher                             | Liam Gallagher                 |
| (You've Got) The Heart of a Star                 | Songbird                           | 2003 | Noel Gallagher                             | Noel Gallagher                 |
| The Hindu Times                                  | Heathen Chemistry                  | 2002 | Noel Gallagher                             | Liam Gallagher                 |
| The Importance of Being Idle                     | Don’t Believe the Truth            | 2005 | Noel Gallagher                             | Noel Gallagher                 |
| The Masterplan                                   | Wonderwall                         | 1995 | Noel Gallagher                             | Noel Gallagher                 |
| The Meaning of Soul                              | Don’t Believe the Truth            | 2005 | Liam Gallagher                             | Liam Gallagher                 |
| The Nature of Reality                            | Dig Out Your Soul                  | 2008 | Andy Bell                                  | Liam Gallagher                 |
| The Quiet Ones                                   | The Importance of Being Idle       | 2005 | Gem Archer                                 | Liam Gallagher                 |
| The Shock of the Lightning                       | Dig Out Your Soul                  | 2008 | Noel Gallagher                             | Liam Gallagher                 |
| The Swamp Song                                   | Wonderwall                         | 1995 | Noel Gallagher                             | Instrumental                   |
| The Turning                                      | Dig Out Your Soul                  | 2008 | Noel Gallagher                             | Liam Gallagher                 |
| Those Swollen Hand Blues                         | Falling Down                       | 2009 | Noel Gallagher                             | Noel Gallagher                 |
| (It's Good) To Be Free                           | Whatever                           | 1994 | Noel Gallagher                             | Liam Gallagher                 |
| To Be Where There's Life                         | Dig Out Your Soul                  | 2008 | Gem Archer                                 | Liam Gallagher                 |
| Turn Up the Sun                                  | Don’t Believe the Truth            | 2005 | Andy Bell                                  | Liam Gallagher                 |
| Underneath the Sky                               | Don’t Look Back in Anger           | 1996 | Noel Gallagher                             | Liam Gallagher                 |
| Up in the Sky                                    | Definitely Maybe                   | 1994 | Noel Gallagher                             | Liam Gallagher                 |
| Waiting for the Rapture                          | Dig Out Your Soul                  | 2008 | Noel Gallagher                             | Noel Gallagher                 |
| Whatever                                         | Whatever                           | 1994 | Noel Gallagher, Neil Innes                 | Liam Gallagher                 |
| Where Did It All Go Wrong?                       | Standing on the Shoulder of Giants | 2000 | Noel Gallagher                             | Noel Gallagher                 |
| Who Feels Love?                                  | Standing on the Shoulder of Giants | 2000 | Noel Gallagher                             | Liam Gallagher                 |
| Who Put the Weight of the World on My Shoulders? | Goal! Soundtrack                   | 2005 | Noel Gallagher                             | Noel Gallagher                 |
| Won't Let You Down                               | Lyla                               | 2005 | Liam Gallagher                             | Liam Gallagher                 |
| Wonderwall                                       | (What’s the Story) Morning Glory?  | 1995 | Noel Gallagher                             | Liam Gallagher                 |

## Coverversionen
| Title                                | Album/Single                                           | Jahr | Original           | Komponist                   | Gesang                       |
| ------------------------------------ | ------------------------------------------------------ | ---- | ------------------ | --------------------------- | ---------------------------- |
| Cum on Feel the Noize                | Don’t Look Back in Anger                               | 1996 | Slade              | Noddy Holder, Jim Lea       | Liam Gallagher               |
| Merry Xmas Everybody                 | NME In Association With War Child Presents 1 Love      | 2002 | Slade              | Noddy Holder, Jim Lea       | Noel Gallagher               |
| Helter Skelter                       | Who Feels Love?                                        | 2000 | The Beatles        | John Lennon, Paul McCartney | Noel Gallagher               |
| Heroes                               | D'You Know What I Mean?                                | 1997 | David Bowie        | David Bowie, Brian Eno      | Noel Gallagher               |
| Hey Hey, My My (Into the Black)      | Familiar to Millions                                   | 2000 | Neil Young         | Neil Young                  | Noel Gallagher               |
| I Am the Walrus                      | Cigarettes & Alcohol                                   | 1994 | The Beatles        | John Lennon, Paul McCartney | Liam Gallagher               |
| My Generation                        | Little by Little                                       | 2002 | The Who            | Pete Townshend              | Liam Gallagher               |
| Street Fighting Man                  | All Around the World                                   | 1998 | The Rolling Stones | Mick Jagger, Keith Richards | Liam Gallagher               |
| Within You, Without You              | Sgt. Pepper’s Lonely Hearts Club Band 40th Anniversary | 2007 | The Beatles        | George Harrison             | Liam Gallagher               |
| You've Got to Hide Your Love Away    | Some Might Say                                         | 1995 | The Beatles        | John Lennon, Paul McCartney | Noel Gallagher               |
| The Butterfly Collector              | The Dreams We Have as Children                         | 2009 | The Jam            | Paul Weller                 | Noel Gallagher & Paul Weller |
| All You Need Is Love                 | The Dreams We Have as Children                         | 2009 | The Beatles        | Lennon/McCartney            | Noel Gallagher & Paul Weller |
| There Is A Light That Never Goes Out | The Dreams We Have as Children                         | 2009 | The Smiths         | Morrissey/Johnny Marr       | Noel Gallagher               |
| Carnation                            | Fire and Skill: The Songs of the Jam                   | 1999 | The Jam            | Paul Weller                 | Liam Gallagher               |
| To Be Someone                        | Fire and Skill: The Songs of the Jam                   | 1999 | The Jam            | Paul Weller                 | Noel Gallagher               |

## Unveröffentlichte Lieder
| Titel                                          | Prod.-Jahr | Komponist                    | Gesang         | Anmerkungen                                                                                  |
| ---------------------------------------------- | ---------- | ---------------------------- | -------------- | -------------------------------------------------------------------------------------------- |
| See the Sun                                    | 1991–1994  | Noel Gallagher               | Liam Gallagher |                                                                                              |
| Better Let You Know                            | 1991–1994  | Noel Gallagher               | Liam Gallagher |                                                                                              |
| I Will Show You                                | 1991–1994  | Noel Gallagher               | Liam Gallagher |                                                                                              |
| Colour My Life                                 | 1991–1994  | Liam Gallagher               | Liam Gallagher |                                                                                              |
| Must Be the Music                              | 1991–1994  | Noel Gallagher               | Liam Gallagher |                                                                                              |
| Life in Vain                                   | 1991–1994  | Liam Gallagher               | Liam Gallagher |                                                                                              |
| Snakebite                                      | 1991–1994  | Noel Gallagher               | Instrumental   |                                                                                              |
| Take Me                                        | 1991–1994  | Liam Gallagher, Paul Arthurs | Liam Gallagher |                                                                                              |
| Solve My Mystery/Revolution Song               | 1999–2000  | Noel Gallagher               | Noel Gallagher |                                                                                              |
| Show Me Your Love                              | 2004       | Liam Gallagher               | Liam Gallagher |                                                                                              |
| If There's A God                               | 2005–2006  | Noel Gallagher               | Noel Gallagher |                                                                                              |
| Stop the Clocks                                | 2005–2006  | Noel Gallagher               | Noel Gallagher |                                                                                              |
| Come on It's Alright                           | 2008       | Noel Gallagher               | Liam Gallagher |                                                                                              |
| I Want to Live in a Dream in My Record Machine | 2008       | Noel Gallagher               | Noel Gallagher | 2011 auf dem gleichnamigen Album der Band Noel Gallagher’s High Flying Birds veröffentlicht. |
| Bye Bye, My Family                             | 2009       | Noel Gallagher               | Noel Gallagher |                                                                                              |